# 美国驻沈阳总领事馆

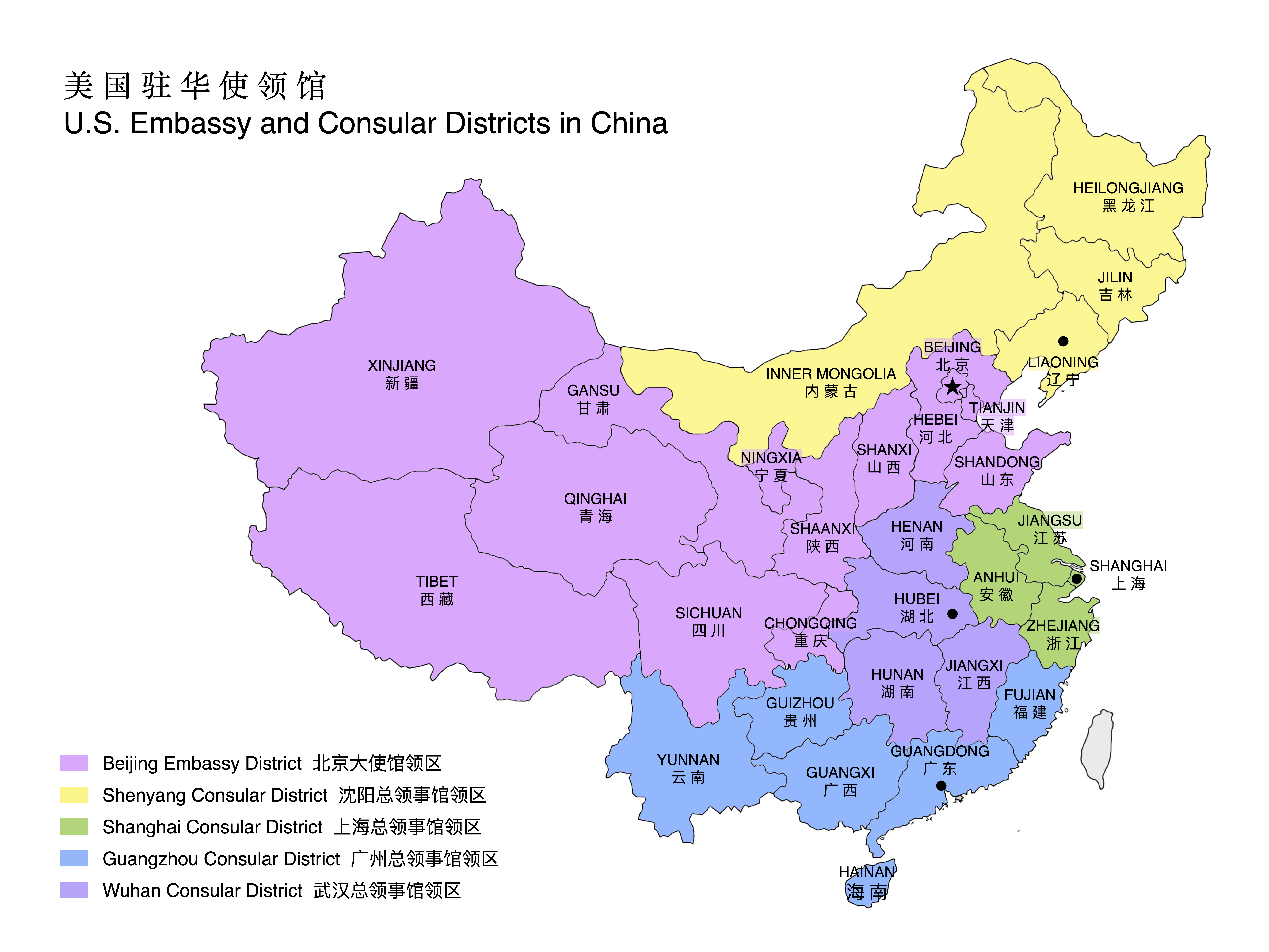
图中黄色的地区为美国驻沈阳总领事馆的领区范围

美利坚合众国驻沈阳总领事馆（英語：Consulate General of the United States of America in Shenyang），1904年起在奉天（今沈阳市）设立并开始派置总领事，1949年闭馆，1984年重新开馆。领区范围为辽宁省、吉林省、黑龙江省、内蒙古自治区。馆址位于辽宁省沈阳市和平区十四纬路52号。

## 历史
美国驻沈阳总领事馆开馆于1904年，位于小西门外的依公祠内。1924年，领事馆搬到位于五纬路1号的原俄国领事馆里。1949年领事馆闭馆。1984年重新开馆。
2017年5月19日，美国驻沈阳总领事馆在沈阳茂业中心举办领事处新址奠基仪式。美国驻沈阳总领事馆领事处在领事馆本馆的签证面谈业务于2020年1月17日后停止办理。2020年2月4日，美国驻沈阳总领馆领事处迁至沈河区青年大街185号茂业天地购物中心5层，負責办理非移民签证业务和美国公民服务。
2024年6月20日，美国驻华使领馆发布《关于美国驻华使团领区变化的声明》，美国驻沈阳总领事馆的辖区增加内蒙古自治区。

## 内部链接
- 美国驻沈阳总领事列表